# Massimiliano Benfari
Massimiliano Benfari (Firenze, 9 gennaio 1969) è un ex calciatore italiano, di ruolo attaccante.

## Carriera
Debutta in Serie A nell'Empoli il 17 aprile 1988, giocando complessivamente 4 partite in massima serie e poi rimanendo con gli azzurri toscani fino al 1990.
Poi gioca una stagione a Prato, una alla Pistoiese, una a Mantova e di nuovo una ad Empoli.
Nel 1994 approda alla Carrarese dove segna 36 reti in 4 anni e mezzo di Serie C1; nel gennaio 1999 passa alla Fermana con la quale segna subito in 12 gare 4 gol determinanti per far conquistare la promozione in Serie B ai canarini con cui milita anche tutto il successivo campionato cadetto, totalizzando però solo 9 presenze e zero gol; con la Fermana inizia anche il successivo campionato (2000/2001) di C1, ma a settembre passa all'Arezzo, quindi gioca nello Spezia e nel Montevarchi; conclude la carriera nelle serie minori.
Attualmente svolge il ruolo di allenatore calcio giovanile a Firenze nella società della Lastrigiana.

## Palmarès

### Club

#### Competizioni nazionali
- Serie C2: 1

Mantova: 1992-1993
- Serie C1: 1

Fermana: 1998-1999